# Obelisco bianco
L'Obelisco bianco è un grande monolite di pietra rinvenuto nell'antico insediamento assiro di Ninive, nel nord dell'Iraq. È stato portato alla luce dall'archeologo britannico Hormuzd Rassam nel 1853 e costituisce uno degli unici due obelischi intatti sopravvissuti dall'impero assiro; l'altro è l'obelisco nero di Shalmaneser III. Entrambi gli obelischi sono conservati al British Museum, a Londra. L'Obelisco bianco risale all'inizio dell'Impero neo-assiro ed è stato variamente attribuito ai regni di Assurnasirpal I (1050 a.C. circa), Tiglatpileser II (950 a.C. circa) o Assurnasirpal II (circa 870 a.C.).

## Scoperta
L'obelisco è stato scoperto a Ninive dall'archeologo iracheno Hormuzd Rassam nel luglio del 1853. Secondo il diario di scavo, il luogo di ritrovamento è situato a circa 60 metri a nord-est dal palazzo di Sennacherib, a una profondità di circa 5 metri sotto la superficie del tumulo. Una volta dissotterrato, venne quindi spedito a Londra via nave nel marzo 1854, passando da Bombay, arrivò nella capitale britannica nel febbraio 1855 a bordo della HMS Akbar. Venne immediatamente depositato nella collezione nazionale.

## Descrizione
L'Obelisco bianco è una scultura assira, costituito da un grande pilastro quadrilatero in pietra calcarea bianca, decorato con incisioni su ogni lato e con un'iscrizione nella parte superiore. La scultura è alta quasi 3 metri (284 cm) e larga 48 cm.
Le incisioni mostrano delle campagne militari e le attività ricreative (inclusa una scena di caccia) di un re assiro che è stato identificato come Assurnasirpal I, Tiglatpileser II o Assurnasirpal II. Secondo Julian Reade, curatore al British Museum, lo stile dell'abbigliamento suggerisce che questa imponente stele sia stata eretta sotto il regno di Ashurnasirpal I, poiché molti cortigiani indossano un cappello simile al fez, il quale è presente unicamente in opere scultoree realizzate nel XIII secolo a.C. Se questa datazione fosse esatta, l'Obelisco bianco sarebbe una delle prime testimonianze note dell'arte assira. Altre analisi datano l'edificazione dell'obelisco al IX secolo, sotto il regno di Assurnasirpal II, probabilmente destinato alla decorazione di una residenza reale minore e precedente di un paio di secoli i grandi obelischi pubblici destinati a informare il popolo delle campagne militari dei sovrani.

## Incisioni
La parte conservata dell'iscrizione in cima all'obelisco descrive il re assiro come un grande conquistatore, recante un bottino, dei prigionieri e mandrie di animali nella città di Assur. Su ciascuno dei quattro lati dell'obelisco vi sono otto file di pannelli con rappresentazioni in rilievo. Su di essi, sono incise varie scene, tra cui le campagne militari del re, il monarca che riceve i tributi, i grandi banchetti dei cortigiani e la caccia agli animali selvatici. Queste scene erano probabilmente un tempo dipinte, anche se nulla rimane dei colori originali. Una serie di incisioni che rappresentano scene religiose è accompagnata da un'iscrizione che indica che la scena raffigura il re che versa una libagione davanti alla dea Ishtar, la divinità principale di Ninive.

## Galleria d'immagini

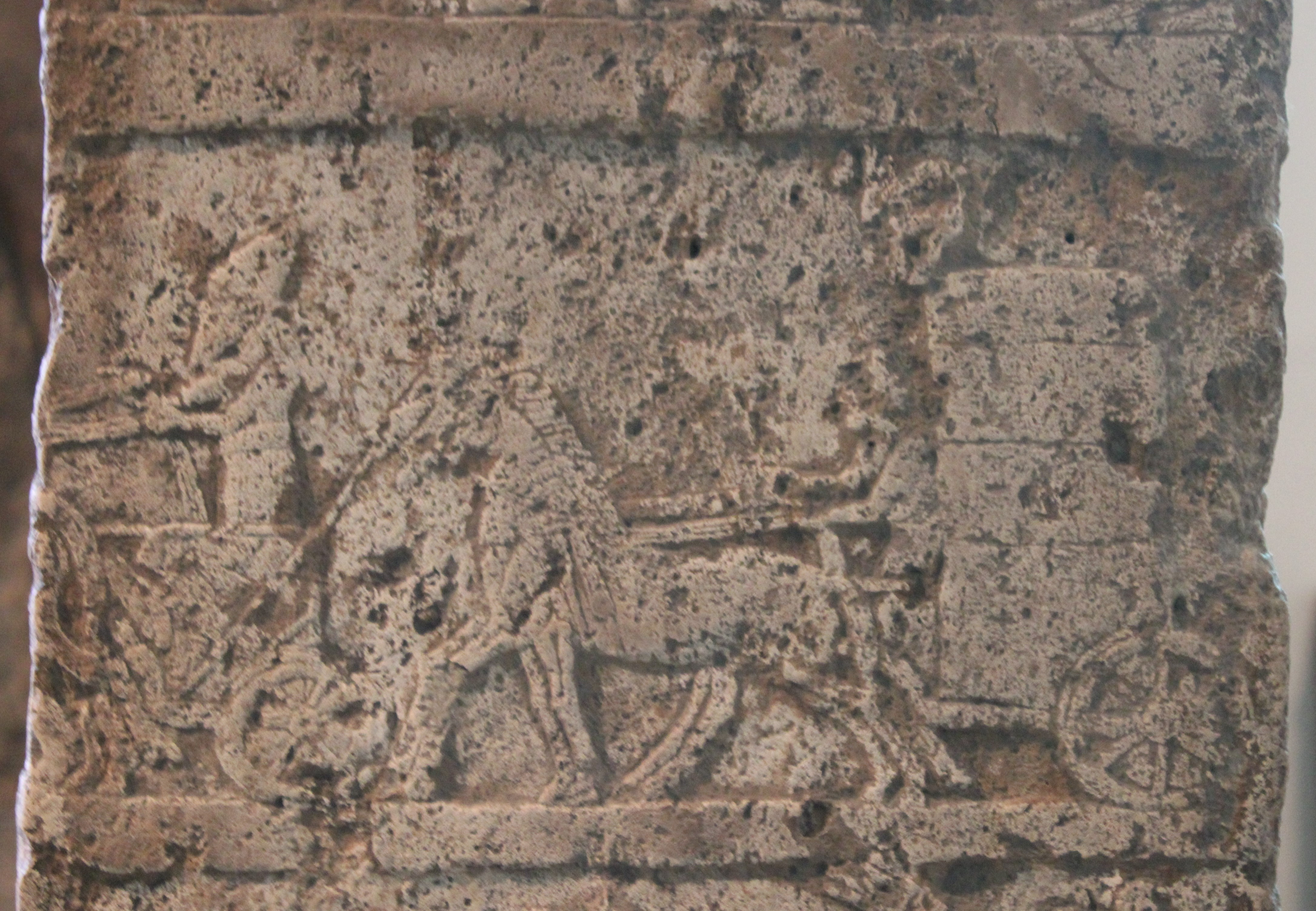
Dettaglio di un pannello del lato B: carri da guerra
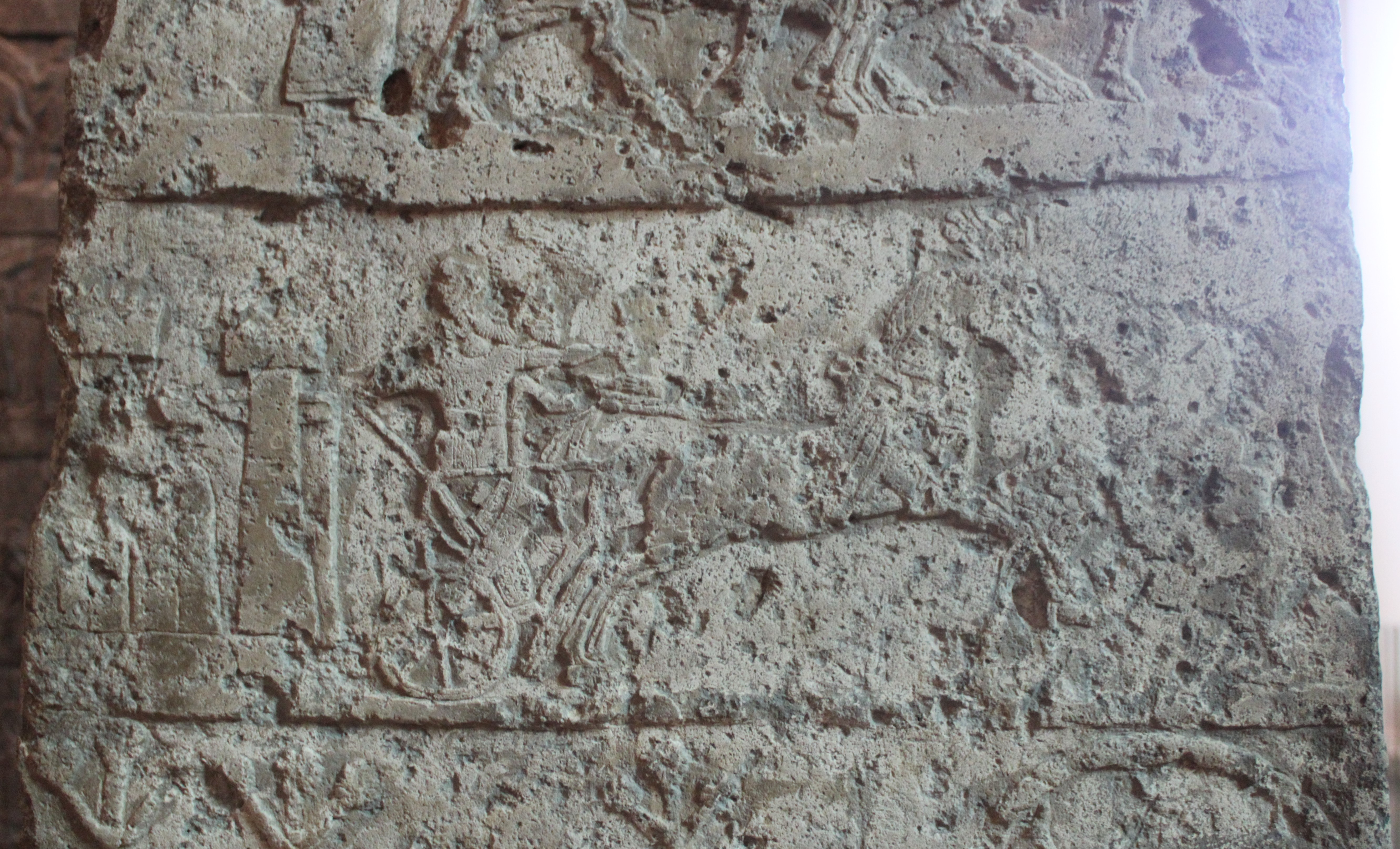
Dettaglio di un pannello del lato C: scena di guerra, con il re su un carro, una città murata sulla sinistra, un nemico a destra
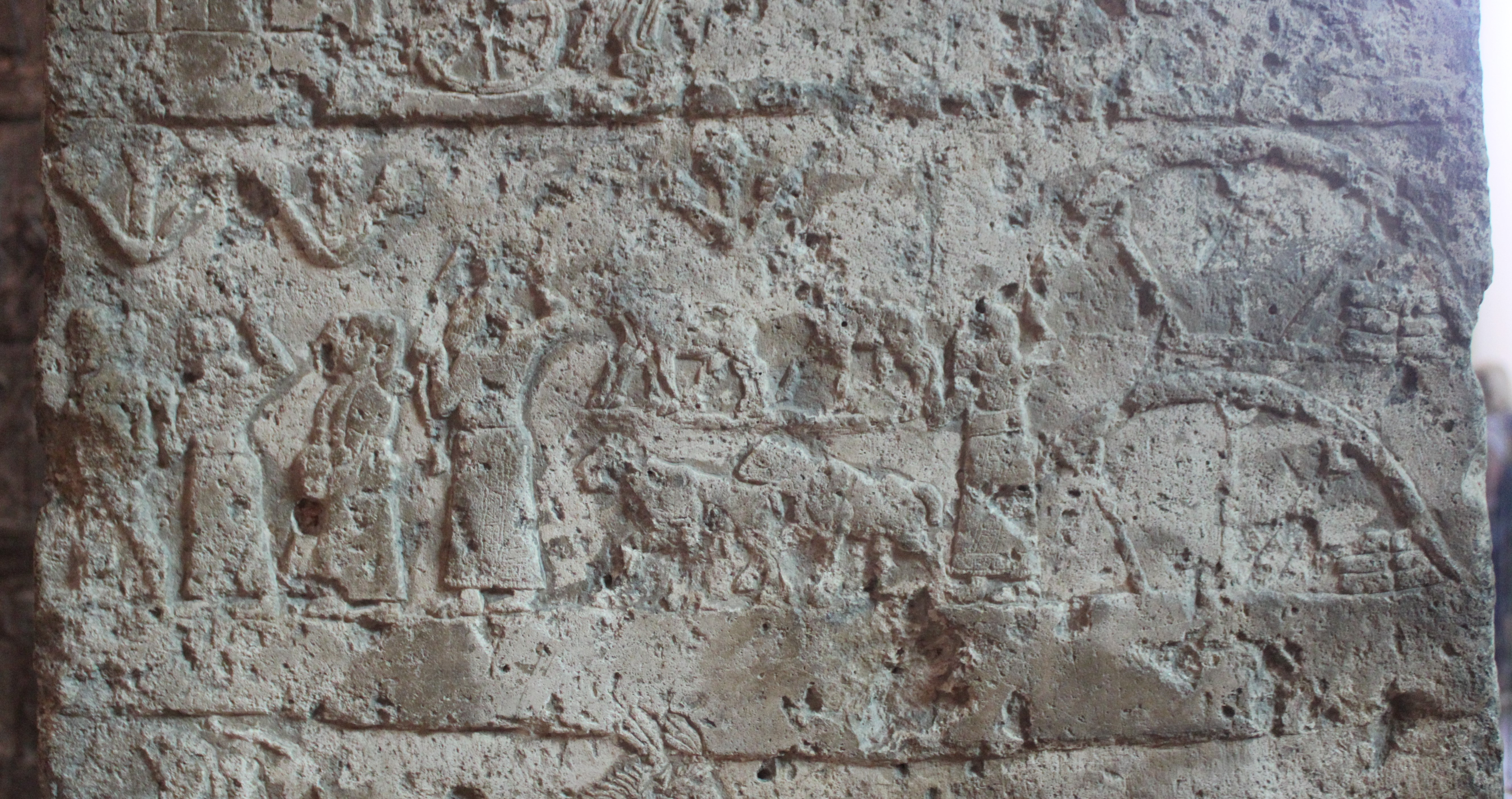
Dettaglio di un pannello del lato C: scena di tributo
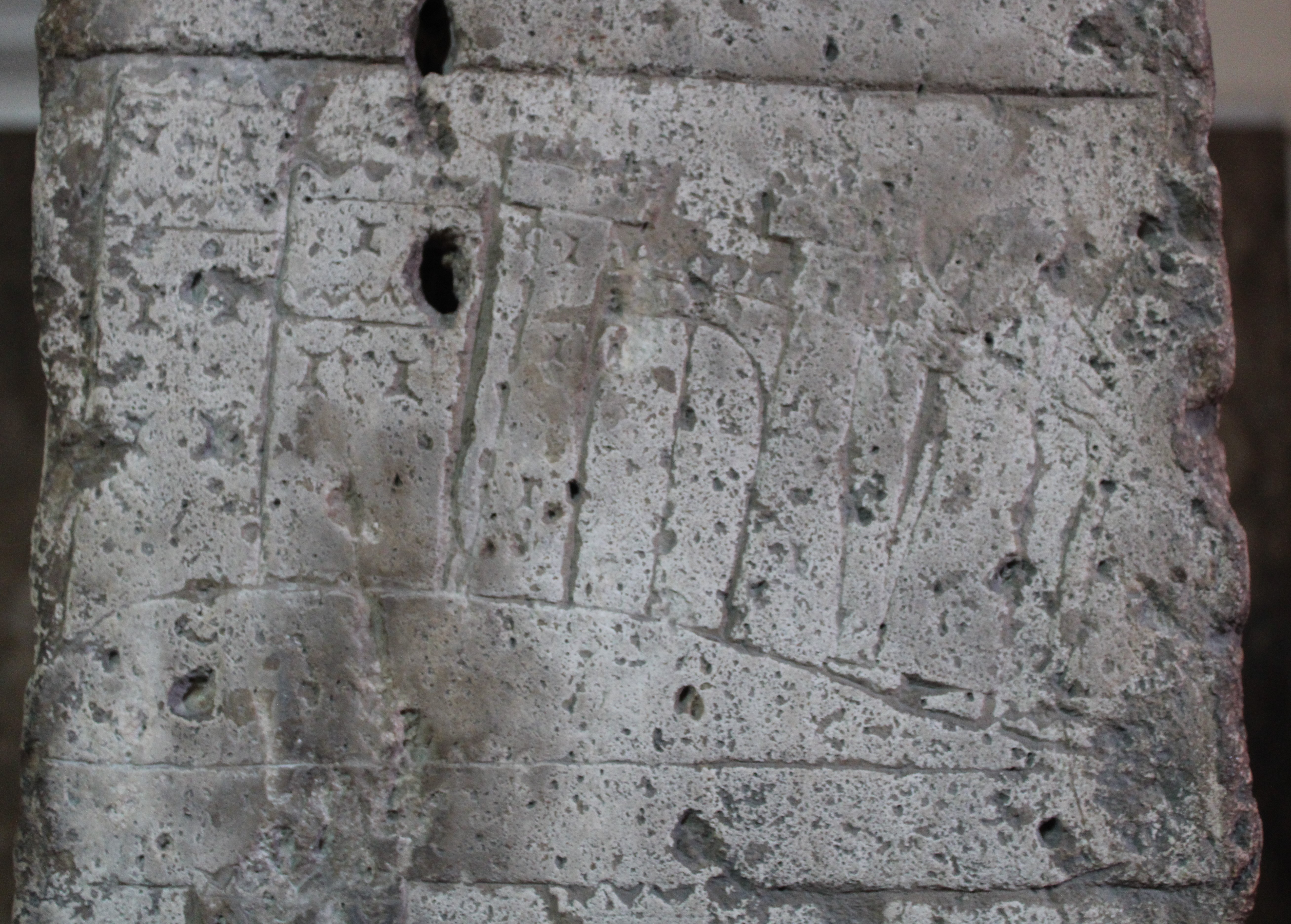
Dettaglio di un pannello del lato D: una città murata e due soldati a destra
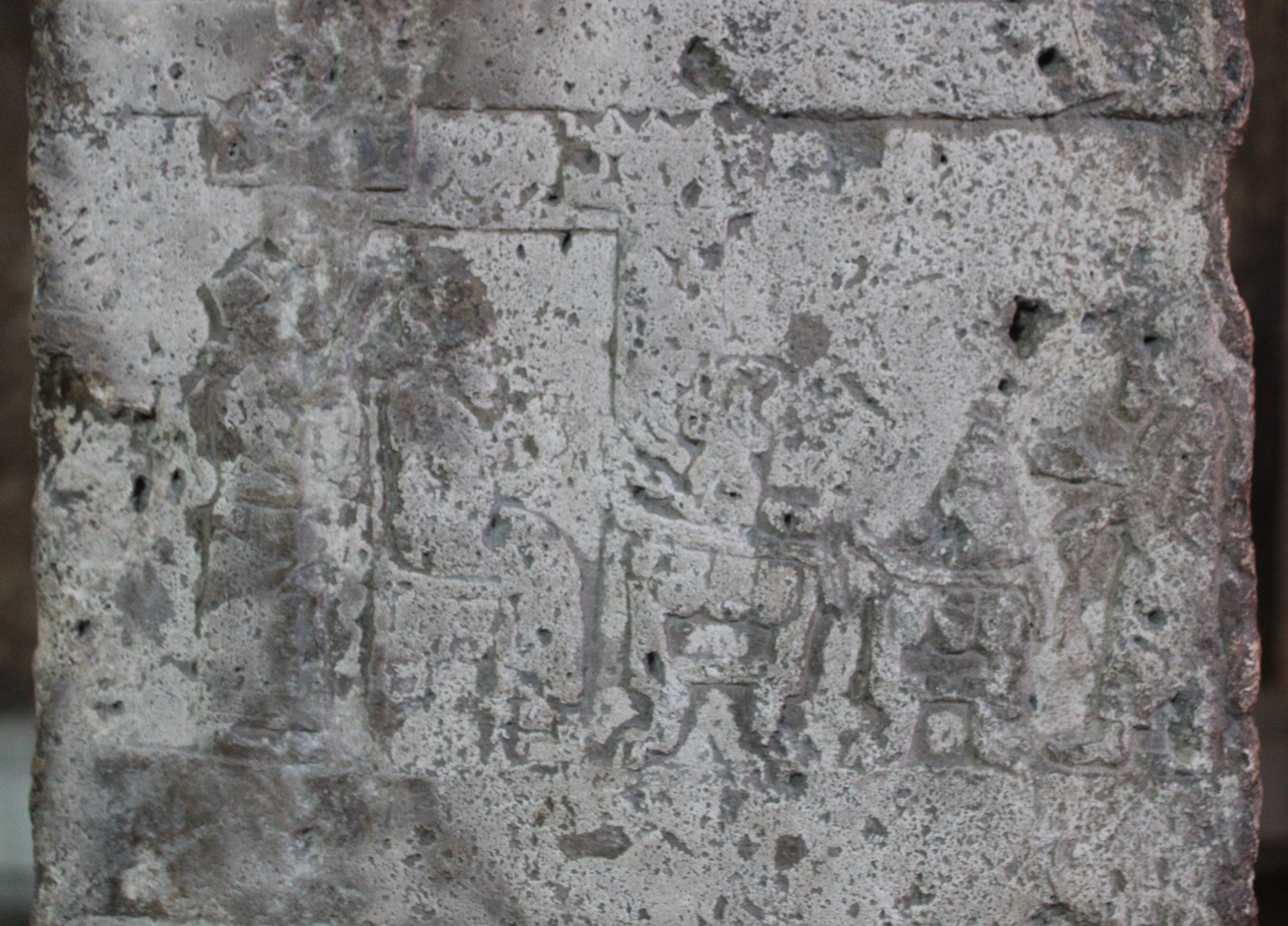
Dettaglio di un pannello del lato D: scena di banchetto